# Tarmvred

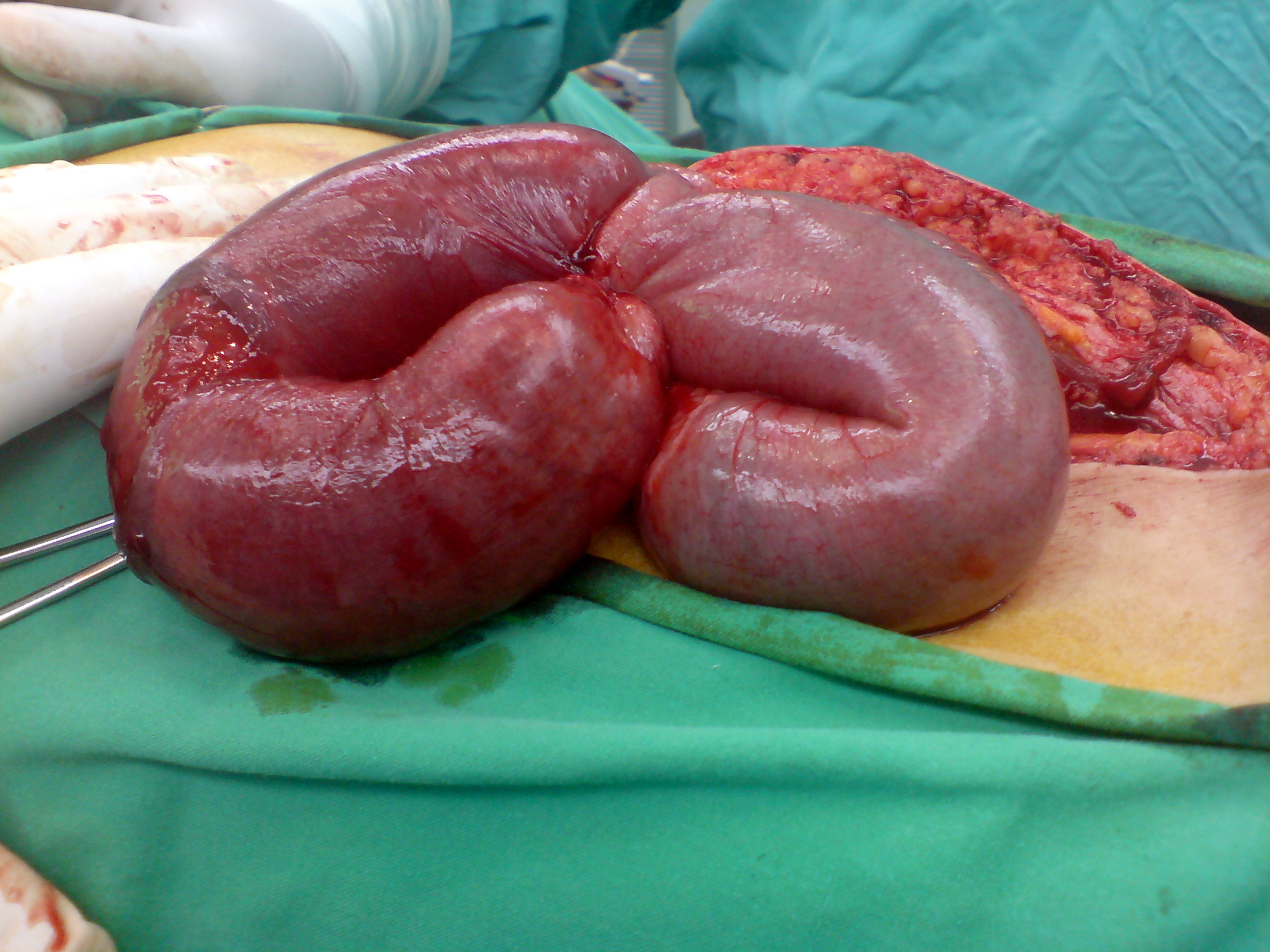
Exempel på tarmstopp.

Tarmvred, tarmstopp eller ileus (latin av grekiska εἰλεός, eileós, av εἰλεῖν, eilein, "innestänga", "sammanpacka") avser ett tillstånd då tarminnehållets passage har blockerats.
Tarmvred orsakas vanligtvis av sammanväxningar i tarmen efter tidigare operationer i buken. Andra orsaker är att tarmen fastnar i ett bråck, att mat har fastnat eller att tarmen vridit sig runt sig själv.
Tarmvred kan därutöver bero på tumörer som blockerar passagen. Vid omkring 25 procent av fallen med dem som drabbas av tarmcancer upptäcks sjukdomen vid akutbesök för tarmvred. Tarmvred kan även orsakas av inflammationer i tarmen som gör att passagen sväller igen, inklämt navelbråck eller sammanväxningar, till exempel adherenser eller brider som kan uppstå efter bukoperation mellan olika tarmavsnitt eller gallstenar som kommit ut i tarmen. 
Ett tarmstopp kan även bero på nervskada och att den pådrivande motoriken hos tarmen försvagats, till exempel efter en bukoperation (paralytisk ileus). Vidare kan tarmvred orsakas av att tarmslingor vrider sig runt sig själva så att det blir totalstopp, vilket kallas volvulus (av latinets volvere, "rulla", "vrida"). Hos barn under två års ålder orsakas tarmvred ofta av invagination, vilket innebär att en tarmdel dras in i framförvarande tarmdel, vilket även kallas intussusception ("invändigt upptaga").
Stoppet i tarmen gör att det ansamlas tarminnehåll och gaser som spänner ut buken (meteorism) och gasavgång analt (flatus, av latinets flare, "blåsa") upphör. Andra symptom utgörs av buksmärtor (ibland i intervaller), illamående och kräkningar. I normalfallet undanröjs hindret genom operation. Vid långtgående tarmvred brister tarmen och tillstånd som bukhinneinflammation och blodförgiftning uppstår, vilket utan behandling leder till döden.